# Rita Moreno
Rita Moreno (Humacao, 11 de desembre de 1931) és una actriu porto-riquenya.

## Biografia
Moreno es va traslladar a Nova York juntament amb la seva mare als cinc anys. Als 11, va posar la seva veu per a les versions en castellà de les pel·lícules americanes. Als 13 anys ja va tenir el seu primer paper a Broadway, la qual cosa va cridar l'atenció dels caçatalents de Hollywood. Els següents deu anys, Moreno va interpretar papers en pel·lícules que ella considerava degradants.
Finalment, el 1961 va aconseguir el paper d'"Anita" en l'adaptació que va realitzar Robert Wise de l'èxit de Broadway West Side Story, que havien compost Leonard Bernstein i Stephen Sondheim i que va portar a la fama al teatre la portoriquenya Chita Rivera. La història és una versió contemporània de Romeo i Julieta i narra la relació entre un noi i una noia que pertanyen a dos grups diferents en un barri de Nova York a finals dels anys 1950.
Moreno va saltar a la fama i va guanyar l'Oscar a la millor actriu secundària aquell any, sent la primera hispana de la història a ser nominada i a rebre’l. El 1985 va guanyar el Premi Sarah Siddons pel seu treball en els teatres de Chicago.
Moreno va aparèixer en pel·lícules com a Cantant sota la pluja (1952), The King and I (1956) o Carnal Knowledge (1971). Durant els anys 1970 i 80 va aparèixer en la sèrie infantil de la PBS The Electric Company i al programa "The Muppet Show". També ha fet aparicions com a convidada especial en sèries de televisió com The Rockford Files, Vacances en el mar, L'hora de Bill Cosby, Les noies d'or o Corrupció a Miami. A més va ser un dels personatges de la comèdia de situació Nine to Five, basada en la pel·lícula del mateix nom, entre 1982 i 1983.
A mitjans dels anys 1990, va posar la veu al personatge de dibuixos animats Carmen Sandiego a la sèrie de televisió "Where on Earth Is Carmen Sandiego?". A la fi d'aquesta dècada, va tornar a guanyar popularitat en interpretar el paper de la germana Peter Marie, una monja que treballa com a psicòloga a la sèrie de la HBO, Oz.

## Filmografia
- 1950: So Young So Bad: Dolores Guererro
- 1950: The Toast of New Orleans: Tina
- 1950: Pagan Love Song: Terru
- 1952: The Ring: Lucy Gomez
- 1952: Cantant sota la pluja (Singin' in the Rain): Zelda Zanders
- 1952: The Fabulous Senorita: Manuela Rodríguez
- 1952: Cattle Town: Queli
- 1953: Fort Vengeance: Bridget Fitzgibbon
- 1953: Ma and Pa Kettle on Vacation: Soubrette
- 1953: Latin Lovers: Christina
- 1953: El Alaméin: Jara
- 1954: Jivaro: Maroa
- 1954: The Yellow Tomahawk: Honey Bear
- 1954: Garden of Evil: Singer
- 1955: Untamed: Julia
- 1955: Seven Cities of Gold: Ula
- 1956: The Lieutenant Wore Skirts: Sandra Roberts
- 1956: The King and I: Tuptim
- 1956: The Vagabond King: Huguette
- 1957: The Deerslayer: Hetty Hutter
- 1960: This Rebel Breed: Lola
- 1961: West Side Story: Anita
- 1961: Summer and Smoke: Rosa Zacharias
- 1963: A World of Stars (TV)
- 1963: Cry of Battle: Sisa
- 1968: The Night of the Following Day: Vi
- 1969: Popi: Lupe
- 1969: Marlowe, un detectiu molt privat (Marlowe): Dolores Gonzáles
- 1971: Carnal Knowledge: Louise
- 1974: Dominic's Dream (TV): Anita Bente
- 1974: Out to Lunch (TV)
- 1976: The Ritz: Googie Gomez
- 1977: Der Ruf der blonden Göttin
- 1978: The Boss' Son: Esther
- 1979: Anatomy of a Seduction (TV): Nina
- 1979: The Muppets Go Hollywood (TV): presentadora / entrevistadora
- 1980: Happy Birthday, Gemini: Lucille Pompi
- 1981: Evita Peron (TV): Renata Riguel
- 1981: The Four Seasons: Claudia Zimmer
- 1982: 9 to 5 (sèrie TV): Violet Newstead
- 1982: Working (TV): Cambrera
- 1982: Portrait of a Showgirl (TV): Rosella DeLeon
- 1989: B.L. Stryker: The Dancer's Touch (TV)
- 1991: Top of the Heap (sèrie TV): Alixandra Stone
- 1991: Age Isn't Everything: Rita
- 1992: Raw Toonage (sèrie TV): Veus
- 1993: Italian Movie: Isabella
- 1994: Where on Earth Is Carmen Sandiego? (sèrie TV): Carmen Sandiego (veu)
- 1994: The Magic School Bus (sèrie TV): Dr. Skeledon (veu)
- 1994: I Like It Like That: Rosaria Linares
- 1995: Best Defense (TV): El jutge
- 1995: The Wharf Rat (TV): Mom
- 1995: Angus: Madame Rulenska
- 1997: Oz (Sèrie TV): Peter Marie
- 1998: The Spree (TV): Irma Kelly
- 1998: Slums of Beverly Hills: Belle Abromowitz
- 1999: Carlo's Wake: Angela Torello
- 1999: Resurrection (TV): Mimi
- 1999: The Rockford Files: If It Bleeds... It Leads (TV): Rita Kapkovic Landale
- 2000: Blue Moon: Maggie
- 2001: Piñero: Mare de Miguel
- 2003: Open House (TV): Lydia Fitch
- 2003: Casa de los babys: Señora Muñoz
- 2003: Scooby-Doo and the Monster of Mexico (vídeo): Doña Dolores / Dona 3 (veu)
- 2004: King of the Corner: Inez
- 2004: Copshop (TV): Mary Alice
- 2006: Lolo's Cafe (TV): Lucretia (veu)
- 2006: Play It by Ear: Ruth
- 2007: George Lopez (TV): Luisa Diaz
- 2007: Ugly Betty (TV): Aunt Mirta
- 2007: Cane (TV): Amalia Duque
- 2010: In Plain Sight (TV): Rita Ramírez
- 2011: Special Agent Oso (TV): Abuela (veu)
- 2011: Happily Divorced (TV): Dori Newman
- 2013: Nicky Deuce: Tutti
- 2014: Old Soul: Rita
- 2014: Rio 2: Mimi
- 2014: Six Dance Lessons in Six Weeks: Ida Barksdale
- 2015: Jane the Virgin (TV): Liliana de la Vega
- 2016: Grey's Anatomy (TV): Gayle
- 2016: Grace & Frankie (TV): Lucy
- 2017: One Day at a Time (TV): Lydia
- 2018: Elena of Avalor (TV): Reina Camila (veu)
- 2019: Carmen Sandiego (TV): Cookie Booker (veu)
- 2019: Bless This Mess (TV): Theresa
- 2021: West Side Story: Valentina
- 2023: 80 for Brady: Maura

## Premis
- Oscar al millor paper femení secundari pel paper d'Anita a West Side Story (1961)
- Premi Emmy per a la seva actuació com a invitada del Muppet Show (1976)